# Paltostoma diriageni
Paltostoma diriageni är en tvåvingeart som beskrevs av Charles L. Hogue 1979. Paltostoma diriageni ingår i släktet Paltostoma och familjen Blephariceridae.
Artens utbredningsområde är Costa Rica. Inga underarter finns listade i Catalogue of Life.